# Night Is the New Day
Night Is the New Day är det svenska metalbandet Katatonias åttonde fullängdsalbum. Bandet framhåller att albumet är mindre inriktat på radiosinglar än förra skivan, The Great Cold Distance, som är Katatonias mest framgångsrika album hittills. Night Is the New Day framhålls dock som ett mer stabilt album som helhet, då de menar att radiorotation går över, men album håller för evigt. Albumet har mottagits väl, och bland annat har Mikael Åkerfeldt, sångare i bland annat Opeth och Bloodbath, uttalat sig och sagt att albumet kan vara det bästa hårda album han hört på tio år.
Albumets omslag skapades liksom till den föregående skivan, The Great Cold Distance, av Travis Smith. Skivans inledande spår, ”Forsaker”, släpptes för gratis nedladdning 14 september för dem som skrev upp sig på Peaceville Records e-postlista. Enter the Hunts sångare Krister Linder gästsjunger på låten ”Departer”. Låten ”The Day and Then the Shade” har valts ut att bli första singeln för albumet, och släpptes som singel i slutet av oktober 2009. En video till låten släpptes 12 november.
EP:n The Longest Year ska släppas den 15 mars, och ska förutom låten ”The Longest Year” innehålla det tidigare outgivna spåret ”Sold Heart”, en remix av ”The Day and Then the Shade” av Frank Default som även spelat in och programmerat stråkar, klaviatur, loopar och slagverk på "NITND" och en alternativ version av ”Idle Blood”.

## Låtlista
Alla låtar är komponerade och arrangerade av Katatonia
1. ”Forsaker” – 4:05
2. ”The Longest Year” – 4:39
3. ”Idle Blood” – 4:23
4. ”Onward Into Battle” – 3:51
5. ”Liberation” – 4:18
6. ”The Promise of Deceit” – 4:17
7. ”Nephilim” – 4:27
8. ”New Night” – 4:27
9. ”Inheritance” – 4:30
10. ”Day and Then the Shade” – 4:27
11. ”Ashen” (bonusspår, endast på svenska CD- och vinylutgåvan) – 4:09
12. ”Departer” – 5:28

## Medverkande

### Bandmedlemmar
- Jonas Renkse – sång
- Anders Nyström – gitarr
- Fredrik Norrman – gitarr
- Mattias Norrman – bas
- Daniel Liljekvist – trummor

### Gästmusiker
- Frank Default – klaviatur, stråkar och slagverk
- Krister Linder – gästsång på ”Departer”